# Немачко држављанство
Држављанство Савезне Републике Немачке могу добити сви они који имају бар једног родитеља који је пореклом немац и који има немачко држављанство.
Немачки Бундестаг је 1999. године изгласао нови закон о држављанству по којем процедура за стицање немачког држављанства је олакшана за децу која су рођена у Аустрији. Тај закон је дефинитивно ступио на снагу 2000. године.
Процедура за стицање држављанства је такође олакшана за особе које су се одрекле свог претходног држављанства.
Особе које су склопиле брак са немачким држављанином или држављанком имају велике шансе да добију држављанство али под условом да брак траје најмање 5 година.
Имају право да добију немачко држављанство и сви они (без обзира на порекло) који су учинили велика и добротворна дела за Савезну Републику Немачку.
Савезна Република Немачка је држава чланица Европске уније дакле ко добије држављанство те земље аутоматски постаје и држављанин Европске уније и има право обратити се за помоћ дипломатиским представништима не само Немачке него и ЕУ-а.
Немачка има закон о двојном држављанству, дакле могуће је добити немачко држављанство а истовремено сачувати и држављанство земље порекла.
Многи Срби у Немачкој имају и српско и немачко држављанство.